# Агамов, Сергей Гайкович
Сергей Гайкович Агамов (7 марта 1943, Калахана — 30 августа 2012, Балакирево) — советский борец греко-римского стиля, тренер, чемпион и призёр чемпионатов СССР и Европы. Мастер спорта СССР международного класса (1965). Заслуженный тренер России (2008).

## Биография
Сергей Агамов родился 7 марта 1943 года в селе Калахана Шемахинского района Азербайджанской ССР. Начал заниматься греко-римской борьбой в 1959 году в Баку под руководством Эдуарда Арутюняна. В 1961 году выиграл чемпионат СССР среди юношей. С 1962 года выступал в чемпионатах СССР среди взрослых. Наиболее успешным в его спортивной карьере стал 1966 год, когда он становился чемпионом СССР и чемпионом Европы. На чемпионате Европы в Эссене Сергей Агамов не только завоевал золотую медаль в своей весовой категории, но и получил приз как лучший борец всего турнира. В 1967 году был серебряным призёром IV летней Спартакиады народов СССР и чемпионата Европы.
В 1968 году Сергей Агамов переехал в Ереван. В 1972 году после завершения своей спортивной карьеры перешёл на тренерскую работу в спортивном обществе «Динамо», а потом в Высшей школе спортивного мастерства. В 1978 году вернулся в Баку, работал в ДЮСШ по борьбе, подготовил несколько борцов международного уровня, в том числе чемпиона Европы, призёра чемпионата мира Натика Айвазова. В 1989 году из-за начала Карабахского конфликта был вынужден уехать из Баку и вернулся к тренерской деятельности в ереванской школе Высшего спортивного мастерства.
В 1993 году Сергей Агамов переехал в посёлок Балакирево Владимирской области. Там во многом его усилиями при спортивном комплексе «Рубин» была создана ДЮСШ, которая с 2012 года носит его имя. Наиболее известным воспитанником этой школы и Сергея Агамова является трёхкратный чемпион Европы, чемпион мира Амбако Вачадзе.
Умер 30 сентября 2012 года. С 2013 года в Балакирево проводится всероссийский детско-юношеский турнир по греко-римской борьбе памяти Сергея Агамова.

## Выступления на чемпионатах СССР
- Чемпионат СССР по классической борьбе 1964 года — ;
- Чемпионат СССР по классической борьбе 1965 года — ;
- Чемпионат СССР по классической борьбе 1966 года — ;
- Классическая борьба на летней Спартакиаде народов СССР 1967 года — [3];
- Чемпионат СССР по классической борьбе 1968 года — ;